# شفانين عقابية
الشَفانين العُقابية أو أسماك الشِفنين العُقابيّ (الاسم العلمي: Myliobatidae) هي مجموعة من الأسماك الغضروفية التي تنتمي إلى فصيلة ميليوباتيداي، والتي تتألف في معظمها من الأنواع الكبيرة التي تعيش في المحيطات المفتوحة بدلاً من قاع البحر.
تغتذي أسماك الشِفنين العُقابيّ على الرخويات والقشريات، حيث تسحق صدفهم بأسنانها الفتَّاكة، بينما تصفي أسماك الشعاعيات من النوع ديفيل والسمك المفلطح «مانتا» العوالق من الماء. وتتسم هذه الأسماك بمهارة رائعة في السباحة وتستطيع اختراق المياه حتى عدة أمتار فوق السطح. ومقارنةً بأسماك الشعاعيات الأخري، فإنها تمتلك ذيولاً طويلة وأجسادًا شبه معينة مُحددة جيدًا. وهي أسماك بيوضة ولودة حيث تلد ما يصل إلى ستة صغار في كل مرة. وهي تتراوح ما بين 48 سنتيمتر (19 بوصة) إلى 9.1 متر (30 قدم) طولاً.

## التصنيف
تعرَّف أسماك العالم لنيلسون 2006 م (الطبعة الرابعة) على سبعةِ أجناسٍ في ثلاثة أُسرٍ فرعية. يضع بعض النظاميين فصيلة أسماك الشِفنين العُقابيّ من النوع «شفنين خطم البقرة» والسمك المفلطح «مانتا» وموبولاس ي الفصائل الخاصة بها (رهينوبتيريداي، وموبيوليداي، على الترتيب).

### آيتوباتس
تنتمي سمكة الشِفنين العُقابيّ المُنَقطة (spotted eagle ray)، آيتوباتس ناريناري (Aetobatus narinari)، المعروفة أيضًا باسم قلنسوة حيوان بحري مفلطح (bonnet ray) أو مايلان (maylan) إلى هذا الجنس. يحمل سمك الشعاع (الحيوان البحري المُفَلطح) العديد من البقع البيضاء على جسده الأزرق المُحَبَّر. قد يبلغ عرضُه 2.5 متر (8 أقدام) ويبلغ حجمه الحد الأقصى وهو 230 كيلو غرام (حوالى 507 رطل). متضمنًا الذيل، الذي قد يصل طوله إلى 5 متر (16 قدمًا). وتتوزع سمكة الشفنين العُقابيّ المُنَقطة في المناطق الاستوائية لجميع المحيطات، بما في ذلك البحر الكاريبي، وخليج المكسيك. ويحوي جنس شعاع النسر طويل الرأس (longheaded eagle ray) الأكثر صغرًا، أيتوباتس فلاجلم (Aetobatus flagellum)، وهو مُنتشِر ولكنه نوع غير شائع يوجد المحيط الهندي وسواحل المحيط الهادئ الغربية. وهي تُعد من النوع المُعَرض للانقراض بسبب ضغط مصايد الأسماك في جميع أنحاء مجموعتها.

#### آيتومايلاس
يتوزع هذا الجنس الغامض في المحيط الهندي وغرب المحيط الهادئ. وسميت بهذا الاسم لأنها تفتقر إلى لدغة الذيل. تتضمن هذه الأنواع أسماك:
- الشفنين العُقابي المخطط (banded eagle ray).
- آيتومايلاس نيشوفي (Aetomylaeus nichofii).
- سمكة الشِفنين العُقابيّ المرقشة (mottled eagle ray).
- آيتومايلاس ماكولاتس (Aetomylaeus maculatus).
- الشفنين العُقابي المزخرف (ornate eagle ray).
- آيتومايلاس فيسبيرتيلو (Aetomylaeus vespertilio).

#### مايلوليوباتيس
تتوزع أسماك الشفنين العقابي (common eagle ray)، مايلوليوباتيس أكويلا (Myliobatis aquila) في كل مكان بالمحيط الأطلنطي، بما في ذلك البحر الأبيض المتوسط وبحر الشمال. نوع آخر مهم هو أسماك شعاع النسر القوية (bat eagle ray)، مايلوليوباتيس كاليفورنيكا، في المحيط الهادئ. وهذه الأسماك المفلطحة تكبُر كحدٍ أقصى لما يصل إلى 180 سم بما في ذلك الذيل. يُشبه الذيل السوط وربما يكون في مثل طول الجسد. ويتسلَّح بلدغة. تعيش أسماك الشِفنين العُقابيّ بالقرب من الساحل على عمقٍ من 1 إلى 30 مترًا، وتتواجد في الحالات الخاصة على عمق 300 متر.ويُشاهد هذا النوع من الأسماك غالبًا يسبح بطول الشواطئ الرملية في المياه الضحلة، فجناحاها أحيانًا تخترق سطح الماء وتعطي انطباعًا بأن قرشين يسافران معًا.

#### بترومايلاس
وتُسمى أيضًا البول راي، بترومايلاس بوفينس بسبب شكل رأسها. هي أسماك مفلطحة كبيرة جدًا، يبلغ طولها غالبًا 180 سم وأحيانًا تزيد إلى 230 سم. توجد هذه الأسماك المفلطحة على طول سواحل المحيط الأطلنطي ما بين البرتغال وجنوب أفريقيا. كما تتوزع أيضًا في جميع أنحاء البحر الأبيض المتوسط. نوع آخر في هذا الجنس، شعاع النسر الخشن، بترومايلاس أسبيريمس، يبلغ طوله فقط 80 سم ويعيش حول أرخبيل غالاباغوس

### أسرة رهينوبترينا الفرعية

#### رَايْنَوبَتْرا
وقد تسمَّت بخطم البقرة بهذا الاسم لمشابهتها خطم البقرة، شكل رأسها غريب. واضافةً إلى ذلك، فهذا الجنس يبدو تمامًا مثل الجنس أعلاه. ذيول هذا الجنس تشبه الاسواط وتوجد فيها شوكة واحدةٍ أو أكثر. ويتضمن هذا الجنس الانواع التالية:
- راي خطم البقرة الجاويّ (Javanese cownose ray).
- رَايْنَوبَتْرا جاوانيكا (Rhinoptera javanica) في المحيط الهندي وغرب المحيط الهادئ.
- راي خطم البقرة الأستراليّ (Australian cownose ray).
- رَايْنَوبَتْرا نجليكتكا (Rhinoptera neglecta) حول سواحل أستراليا والأنواع التي تسكن في خليج تشيسابيك.
- رَايْنَوبَتْرا بَوناسس (Rhinoptera bonasus).
- رَايْنَوبَتْرا آدسبرسا (rhinopetra adspersa), الغُرابيّ.

### أسرة موبوليدا الفرعية

#### أسماك شيطان البحر
يعد سمك شفنين المانتا الأفراد الأكبر في فصيلة الراي، وتتراوح لما يصل إلى 6.7 متر (22 قدمًا) من طرف الجناح إلى طرف الجناح وتزن ما يصل إلى 1350 كيلو جرام (3000 رطل). وتسكن البحار الاستوائية من العالم، وكثيرًا ما تُشاهد حول الشُعب المرجانية.

#### موبولا
وتتشابه الموبولاس في الشكل مع سمك شفنين المانتا، ولكنها تختلف من حيث إنها تملك أفواهًا قرب النهاية بدلاً من أن تكون نهائية.

## وصلات خارجية
- Froese, Rainer, and Daniel Pauly, eds. (2005). "Myliobatidae" in قاعدة الأسماك. August 2005 version.
- ARKive - images and movies of the spotted eagle ray (Aetobatus narinari) نسخة محفوظة 22 أبريل 2006 على موقع واي باك مشين.